# タモン
タモン（英語: Tumon 現地での発音はトゥモン、チャモロ語: Tomhom）とは、アメリカの海外領土であるグアム島の西海岸にある地名。

## 概要
タムニンに属し、グアム観光産業の中心地である。現在、タモン湾のビーチに沿って、ホテルやショッピングセンター、その他の諸施設が集中している。またタモン湾は海洋保護地域に指定されている。グアム国際空港に近接しているほか、タムニンの中心地やグアム最大のスーパーマーケットである「Kmart」にも徒歩圏内にあるなど利便性が高い。国勢調査指定地域としての人口は2,072（2020年国勢調査）。

## 歴史

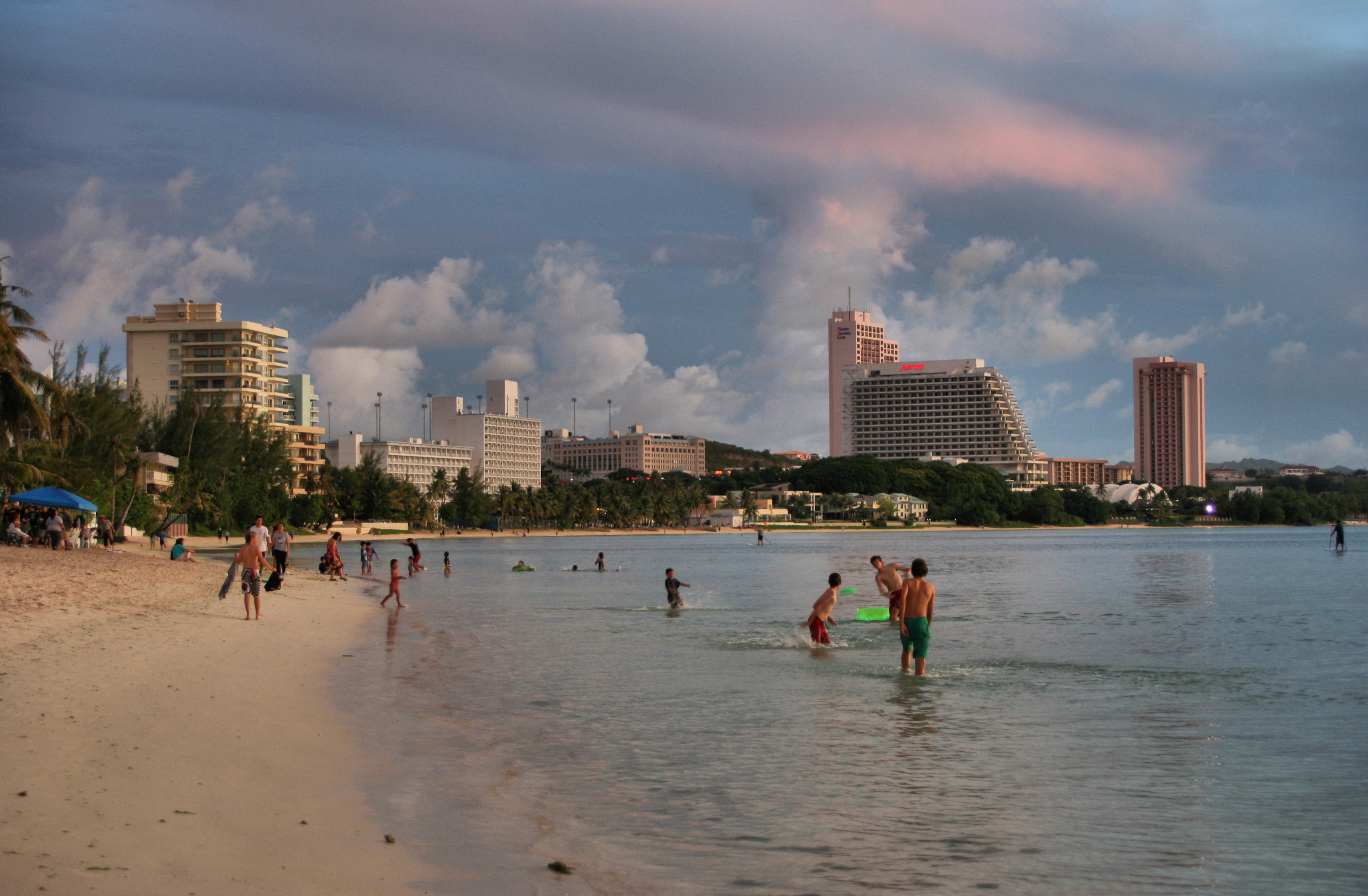
タモンビーチ

1668年にスペイン人が最初にグアムに上陸したとき、既にタモンは最も繁栄した村の1つだった。ここではカトリック教会の修道士だったサン・ビトレスが、現地の酋長の娘に無断で洗礼を施したことにより殺害される事件が発生している。その故事により、タモンにはサン・ビトレス記念碑や彼の名を冠した教会が存在している。大通りの名も「Pale San Vitores Road」である。
タモン・ビーチにあるトンネル状の岩石は1941年のグアム戦で占領した日本軍のトーチカの名残である。ただ実際には、アメリカ軍は別の場所（アサン）から上陸したため（グアムの戦いを参照）、実際に活用されることはなかった。
1960年代以降は日本航空やパンアメリカン航空、ノースウェスト航空などの東京国際空港との直行便が就航し、日本からの観光客が急増したこともあり、アメリカ資本だけでなく日本資本のホテルやレストラン、土産物店が立ち並び、グアムにおける観光業の中心地となった。
現在は日本のみならず中華民国（台湾）や大韓民国などのアジア各国からの観光客が急増したことから、これらの国の資本のホテルなども増加している。

## 産業
タモンはグアムの経済活動の中心でもあり、その観光産業はグアム内産業の半数以上を占める。 

### 商業施設
- DFSギャラリア・グアム
- アカンタ・モール
- タモン・サンズ・プラザ
- ザ・プラザ
- JPスーパーストア

これら中規模の奢侈品専門のショッピングセンターが集中していることから、「太平洋のパリ」の異名を持つ。

### ホテル

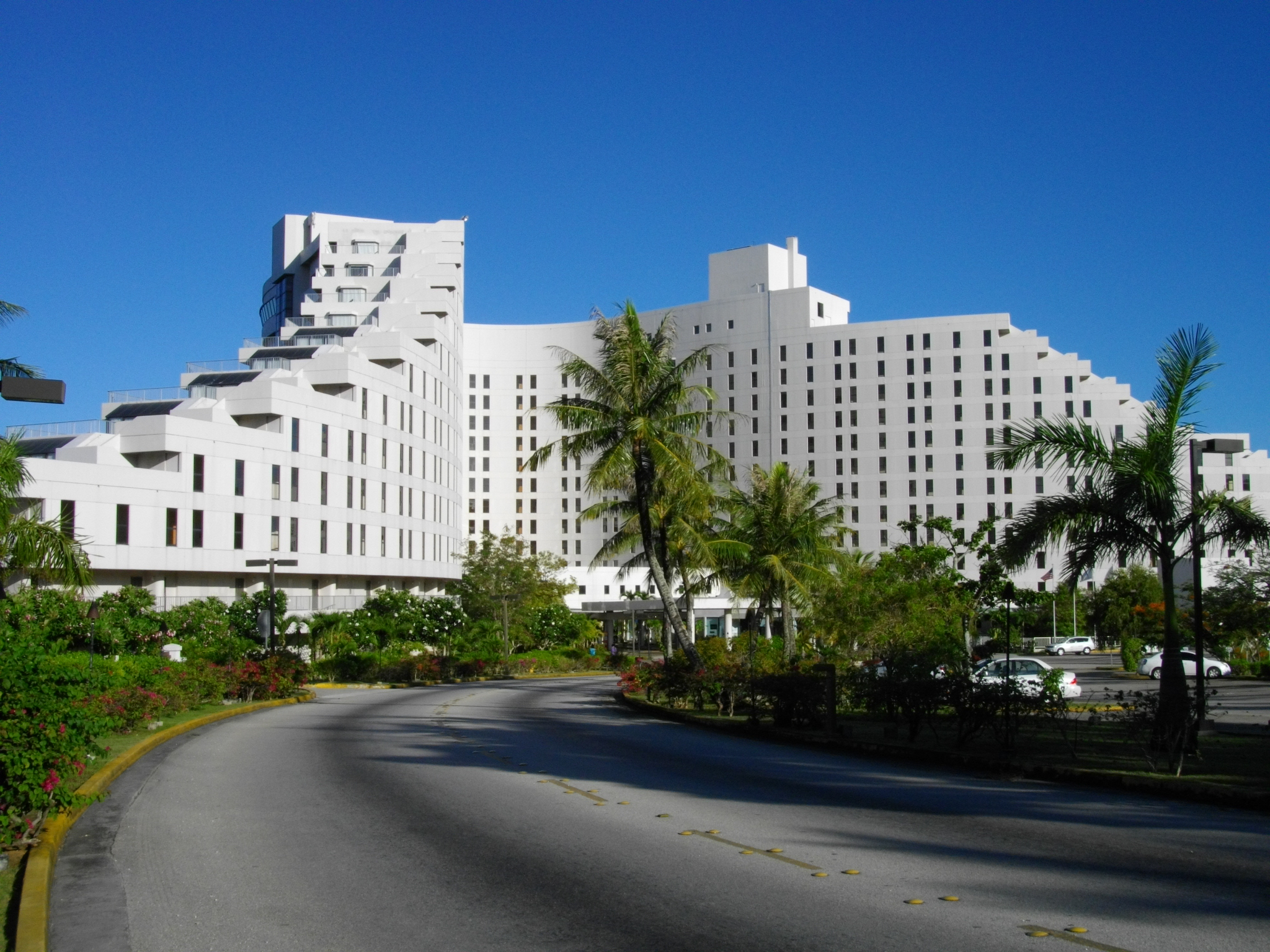
ホテル・ニッコー・グアム

この地域には多くのホテルが集中しており、主要なホテルだけでも下記の通り存在する。
- ホテル・ニッコー・グアム - JALホテルズ系列
- ウェスティン・リゾート・グアム - マリオット・インターナショナル系列
- ハイアット・リージェンシー・グアム - ハイアット系列
- ヒルトン・グアム・リゾート＆スパ - ヒルトン系列
- グアム・マリオット・リゾート＆スパ - マリオット系列
- パシフィック・アイランド・クラブ・グアム
- デュシット・ビーチ・リゾート・グアム
- ホリデイ・リゾート・スパ・グアム
- ロイヤル・オーキッド・グアム